# گرامن اف۳اف
گرامن اف۳اف (به انگلیسی: Grumman F3F) یک هواگرد جنگنده تک‌موتوره تک‌سرنشین ساخت شرکت گرامن در ایالات متحده آمریکا بود که اواخر دهه ۱۹۳۰ طراحی و تولید شد. نخستین استفاده‌کنندهٔ این هواپیما نیروی دریایی ایالات متحده آمریکا بود. این هواپیما برای نخستین بار در ۲۰ مارس سال ۱۹۳۵ به پرواز درآمد.